# Nati nel 1957/Luglio
| Questa pagina contiene informazioni ricavate automaticamente dalle voci biografiche con l'ausilio del template Bio e di un bot. L'aggiornamento è periodico e automatico e ricostruisce completamente la pagina. Se manca una persona in questa lista, sei pregato di non aggiungerla, ma accertati piuttosto che la sua voce biografica contenga il template Bio e che i dati anagrafici siano correttamente compilati. Se il template Bio manca, inseriscilo tu stesso o, in alternativa, metti l'avviso {{tmp\|Bio}} che ne segnala la mancanza. Se i dati riportati sono sbagliati, correggi direttamente la voce biografica; le modifiche saranno visibili in questa lista entro pochi giorni. Per chiarimenti vedi il progetto biografie. La lista contiene solo le 284 persone che sono citate nell'enciclopedia e per le quali è stato implementato correttamente il template Bio. Pagina aggiornata al 10 lug 2025. |

- 1º luglio - Lisa Blount, attrice e produttrice cinematografica statunitense († 2010)
- 1º luglio - Marcelo Campo, rugbista a 15 argentino († 2021)
- 1º luglio - Arian Hametaj, ex calciatore albanese
- 1º luglio - Maria Lansink, ex cestista olandese
- 1º luglio - Pierre Laurent, giornalista e politico francese
- 1º luglio - Pamela Mann, ex attrice pornografica statunitense
- 1º luglio - Sean O'Driscoll, dirigente sportivo, allenatore di calcio e ex calciatore irlandese
- 1º luglio - Italo Sacchetto, ex atleta paralimpico italiano
- 1º luglio - Aleksandr Savin, ex pallavolista e allenatore di pallavolo sovietico
- 1º luglio - Younis Tawfik, giornalista, scrittore e poeta iracheno
- 1º luglio - Joseph Xuereb, ex calciatore maltese
- 2 luglio - Aleko Bregu, ex calciatore albanese
- 2 luglio - José Melitón Chávez, vescovo cattolico argentino († 2021)
- 2 luglio - Mark S. Doss, basso-baritono statunitense
- 2 luglio - Darío Figueredo, ex calciatore paraguaiano
- 2 luglio - Emanuela Giordano, attrice, regista e sceneggiatrice italiana
- 2 luglio - Bret Hart, ex wrestler canadese
- 2 luglio - Mauro Laurenti, fumettista italiano
- 2 luglio - Gianni Parrini, disc jockey e produttore discografico italiano
- 2 luglio - Thierry Pauwels, astronomo belga
- 2 luglio - Ulrich Peters, ex cestista tedesco
- 2 luglio - Purvis Short, ex cestista statunitense
- 2 luglio - Steve Sims, ex calciatore inglese
- 3 luglio - Giovanni Maria Bellu, giornalista, scrittore e editore italiano
- 3 luglio - Michele Soavi, regista, attore e sceneggiatore italiano
- 3 luglio - Nicola Sodano, politico italiano
- 3 luglio - Poly Styrene, cantante e musicista britannica († 2011)
- 4 luglio - Pitof, regista, sceneggiatore e effettista francese
- 4 luglio - Jenny Drivala, soprano greco
- 4 luglio - Jörg Fischer, chitarrista tedesco
- 4 luglio - Doug Leone, imprenditore statunitense
- 4 luglio - Jawann Oldham, ex cestista statunitense
- 4 luglio - Jenny Seagrove, attrice britannica
- 4 luglio - Antonio Squicciarini, pittore italiano
- 4 luglio - Richard Frank Stika, vescovo cattolico statunitense
- 4 luglio - Fabio Vettori, disegnatore italiano
- 4 luglio - Chulabhorn Walailak di Thailandia, principessa thailandese
- 5 luglio - Maria Angela Danzì, dirigente pubblica e politica italiana
- 5 luglio - Peter Fox, allenatore di calcio e ex calciatore inglese
- 5 luglio - Chris Hutchings, ex calciatore e allenatore di calcio inglese
- 5 luglio - Torsten Jakobsson, ex sciatore alpino svedese
- 5 luglio - Tom Levorstad, ex saltatore con gli sci norvegese
- 5 luglio - Kausea Natano, politico tuvaluano
- 5 luglio - Carlo Thränhardt, ex altista tedesco
- 5 luglio - Mitì Vigliero Lami, giornalista, scrittrice e poetessa italiana
- 6 luglio - Massimo Corcione, giornalista italiano
- 6 luglio - Lauro Corona, attore e modello brasiliano († 1989)
- 6 luglio - Marina Marazza, scrittrice, traduttrice e curatrice editoriale italiana
- 6 luglio - Mario Martinez, sollevatore statunitense († 2018)
- 6 luglio - Gian Paolo Romagnani, storico italiano
- 7 luglio - David Codey, ex rugbista a 15 australiano
- 7 luglio - Jonathan Dayton e Valerie Faris, regista statunitense
- 7 luglio - Roberto Pompanin, bobbista italiano
- 7 luglio - Atilio Tass, ex schermidore argentino
- 7 luglio - Jerry Weller, politico statunitense
- 8 luglio - Juan Alberto Acosta, ex calciatore uruguaiano
- 8 luglio - Giacomo Campiotti, regista e sceneggiatore italiano
- 8 luglio - Carlos Cavazo, chitarrista messicano
- 8 luglio - Viktor Diduk, ex canottiere sovietico
- 8 luglio - Françoise Forton, attrice brasiliana († 2022)
- 8 luglio - Mimie Mathy, attrice, comica e cantante francese
- 8 luglio - Christophe Roger-Vasselin, ex tennista francese
- 9 luglio - Marc Almond, cantante britannico
- 9 luglio - Roland Bombardella, ex velocista lussemburghese
- 9 luglio - Siv Gustavsson, marciatrice svedese
- 9 luglio - Vladimír Kadlec, ex cestista cecoslovacco
- 9 luglio - Tim Kring, regista, sceneggiatore e produttore cinematografico statunitense
- 9 luglio - Nicola Labanca, storico italiano
- 9 luglio - Todd Lockwood, artista statunitense
- 9 luglio - Kelly McGillis, attrice statunitense
- 9 luglio - Jim Paxson, ex cestista e dirigente sportivo statunitense
- 9 luglio - Joe Steve Vásquez, arcivescovo cattolico statunitense
- 10 luglio - Ingvar Dalhaug, ex calciatore norvegese
- 10 luglio - Luca De Fusco, regista teatrale, direttore teatrale e direttore artistico italiano
- 10 luglio - Anne-Cathrine Herdorf, cantante danese
- 10 luglio - Ron Klein, politico e avvocato statunitense
- 10 luglio - Lee Myung-soo, ex sollevatore sudcoreano
- 10 luglio - Maria Concetta Mattei, giornalista e conduttrice televisiva italiana
- 10 luglio - Giovanni Battista Piccioli, vescovo cattolico italiano
- 10 luglio - Cindy Sheehan, attivista statunitense
- 10 luglio - Giuseppe Smorto, giornalista e scrittore italiano
- 10 luglio - Donatella Talpo, ex nuotatrice italiana
- 10 luglio - Tô Lâm, politico e generale vietnamita
- 11 luglio - Eugenio Coter, vescovo cattolico e missionario italiano
- 11 luglio - Thomas Loebb, ex pallanuotista tedesco
- 11 luglio - Peter Murphy, cantante britannico
- 11 luglio - Patsy O'Hara, rivoluzionario irlandese († 1981)
- 11 luglio - Michael Rose, cantante giamaicano
- 12 luglio - Heidrun Bartholomäus, attrice, doppiatrice e conduttrice radiofonica tedesca
- 12 luglio - Giovanni Cottone, imprenditore italiano
- 12 luglio - József Csuhay, ex calciatore ungherese
- 12 luglio - Septimiu Câmpeanu, allenatore di calcio e ex calciatore rumeno
- 12 luglio - Marina Dalcerri, giornalista e conduttrice televisiva italiana
- 12 luglio - Gregory Dark, regista, sceneggiatore e produttore cinematografico statunitense
- 12 luglio - Rick Husband, astronauta statunitense († 2003)
- 12 luglio - Giovanni Paladini, politico italiano
- 12 luglio - Pino Quartullo, attore, regista e sceneggiatore italiano
- 12 luglio - Adolfo Urso, politico italiano
- 12 luglio - Héctor Zelaya, ex calciatore honduregno
- 13 luglio - Thierry Boutsen, ex pilota automobilistico belga
- 13 luglio - Lília Cabral, attrice brasiliana
- 13 luglio - Jean-Michel Cavalli, allenatore di calcio e ex calciatore francese
- 13 luglio - Cameron Crowe, regista, sceneggiatore e produttore cinematografico statunitense
- 13 luglio - Jane Hamilton, scrittrice statunitense
- 13 luglio - Soamsavali Kitiyakara, principessa thailandese
- 13 luglio - Gregorio Mauro, allenatore di calcio e ex calciatore italiano
- 13 luglio - Vinko Polončič, dirigente sportivo e ex ciclista su strada sloveno
- 14 luglio - Arthur Albiston, ex calciatore scozzese
- 14 luglio - Elisabetta Barbuto, politica italiana
- 14 luglio - Valter Binaghi, scrittore italiano († 2013)
- 14 luglio - Oscar Chichoni, fumettista e illustratore argentino
- 14 luglio - Giulia Del Buono, cantante italiana
- 14 luglio - Patrice Haddad, produttore cinematografico francese
- 14 luglio - Ivan Kolev, allenatore di calcio e ex calciatore bulgaro
- 14 luglio - Alessandro Saša Ota, giornalista e fotografo italiano († 1994)
- 14 luglio - Anna Tramontano, biologa italiana († 2017)
- 15 luglio - Paolo Arrigoni, politico italiano († 2022)
- 15 luglio - Stanislao Di Piazza, politico italiano
- 15 luglio - Michael Jackson, ex giocatore di football americano statunitense
- 15 luglio - Radamés Lattari, allenatore di pallavolo brasiliano
- 15 luglio - Craig Martin, allenatore di calcio e ex calciatore canadese
- 15 luglio - Carlo Verdelli, giornalista italiano
- 15 luglio - Kristján Þór Júlíusson, politico islandese
- 16 luglio - Chris Delaney, ex tennista statunitense
- 16 luglio - Keith Edwards, ex calciatore inglese
- 16 luglio - Antonio Giarola, regista teatrale italiano
- 16 luglio - Faye Grant, attrice statunitense
- 16 luglio - Adam Robak, ex schermidore polacco
- 16 luglio - Włodzimierz Smolarek, allenatore di calcio e calciatore polacco († 2012)
- 16 luglio - Gordon Sondland, diplomatico e imprenditore statunitense
- 17 luglio - Tico Brown, ex cestista statunitense
- 17 luglio - Franci Conforti, scrittrice di fantascienza italiana
- 17 luglio - Fabio Dal Zotto, ex schermidore italiano
- 17 luglio - Jean-Claude Dunyach, scrittore francese
- 17 luglio - Wendy Freedman, astronoma canadese
- 17 luglio - Shinobu Otake, attrice giapponese
- 17 luglio - Aleksandr Konstantinovič Petrov, regista e animatore russo
- 17 luglio - Daniel J. Siegel, psichiatra statunitense
- 17 luglio - Rosie Walker, ex cestista statunitense
- 18 luglio - Sergej Arakelov, ex sollevatore sovietico
- 18 luglio - Luigi Coppola, fumettista italiano
- 18 luglio - Nick Faldo, golfista e imprenditore britannico
- 18 luglio - Frank Hudson, ex cestista tedesco
- 18 luglio - Jan Jałocha, ex calciatore polacco
- 18 luglio - Keith Levene, compositore e chitarrista britannico († 2022)
- 18 luglio - Miro Rys, calciatore cecoslovacco († 1977)
- 19 luglio - Patrick Berhault, arrampicatore e alpinista francese († 2004)
- 19 luglio - Kim Criswell, attrice e cantante statunitense
- 19 luglio - Martin Cross, ex canottiere britannico
- 19 luglio - Valter Giorgetti, ex pugile italiano
- 19 luglio - Christine Herbst, ex nuotatrice tedesca orientale
- 19 luglio - Bob Hoffman, allenatore di pallacanestro statunitense
- 19 luglio - Juma Ikangaa, ex maratoneta tanzaniano
- 19 luglio - Christian Michelides, fotografo e psicoterapeuta austriaco
- 19 luglio - Nikolaj Ovčarov, archeologo bulgaro
- 19 luglio - Boban Petrović, cestista jugoslavo († 2021)
- 19 luglio - Alfredo Trentalange, ex arbitro di calcio italiano
- 19 luglio - Andrej Urlep, allenatore di pallacanestro sloveno
- 19 luglio - Ángel de las Heras, ex ciclista su strada spagnolo
- 20 luglio - Leïla Ben Ali, ex politica tunisina
- 20 luglio - Donna Dixon, attrice statunitense
- 20 luglio - Erwin Fassbind, bobbista svizzero
- 20 luglio - Arminio Fraga, economista brasiliano
- 20 luglio - Antonella Giannini, doppiatrice, dialoghista e direttrice del doppiaggio italiana
- 20 luglio - Roy Hamilton, ex cestista statunitense
- 20 luglio - Shefki Hysa, scrittore e giornalista albanese
- 20 luglio - Librado Rodríguez, calciatore paraguaiano († 2004)
- 20 luglio - Luciano Orati, ex calciatore italiano
- 20 luglio - Ruth Porat, manager e economista britannica
- 20 luglio - Volker Winkler, ex pistard tedesco
- 21 luglio - Sergio Bellucci, scrittore e giornalista italiano
- 21 luglio - Marcello Clarich, giurista italiano
- 21 luglio - Jon Lovitz, comico, attore e personaggio televisivo statunitense
- 21 luglio - Stefan Löfven, politico svedese
- 21 luglio - Volodymyr Malanjuk, scacchista ucraino († 2017)
- 21 luglio - Massimo Raffaeli, filologo e critico letterario italiano
- 21 luglio - Pierpaolo Vargiu, politico italiano
- 22 luglio - Andrej Borejko, direttore d'orchestra russo
- 22 luglio - David Santee, ex pattinatore artistico su ghiaccio statunitense
- 22 luglio - Harri Stojka, chitarrista austriaco
- 22 luglio - Takashi Watanabe, animatore e character designer giapponese
- 23 luglio - Renato Acanfora, ex calciatore italiano
- 23 luglio - Rufus Beck, attore e doppiatore tedesco
- 23 luglio - Jo Brand, comica e attrice britannica
- 23 luglio - Winifred Freedman, attrice e cantante statunitense
- 23 luglio - Nikos Galīs, ex cestista greco
- 23 luglio - Theo van Gogh, regista, attore e produttore televisivo olandese († 2004)
- 23 luglio - Lucia Grecu, ex cestista rumena
- 23 luglio - Olav Hansson, ex saltatore con gli sci norvegese
- 23 luglio - Paolo Pavese, allenatore di calcio e ex calciatore italiano
- 23 luglio - Mario Russotto, vescovo cattolico italiano
- 23 luglio - Larry Stefanki, ex tennista e allenatore di tennis statunitense
- 23 luglio - Quentin Willson, conduttore televisivo inglese
- 24 luglio - Wattie Buchan, cantante britannico
- 24 luglio - Dirce Funari, attrice italiana
- 24 luglio - Gianni Mancuso, politico italiano
- 24 luglio - Shavkat Mirziyoyev, politico uzbeko
- 24 luglio - Jaroslav Navrátil, allenatore di tennis e ex tennista cecoslovacco
- 24 luglio - Jack O'Callahan, ex hockeista su ghiaccio statunitense
- 24 luglio - John O'Shea, allenatore di calcio e ex calciatore australiano
- 24 luglio - Vincenzo Salemme, attore, drammaturgo e comico italiano
- 24 luglio - Nelson Teich, politico e medico brasiliano
- 24 luglio - Pam Tillis, cantante e attrice teatrale statunitense
- 24 luglio - Bepi Vigna, fumettista, scrittore e regista italiano
- 25 luglio - Daniel Bursch, ex astronauta e ingegnere statunitense
- 25 luglio - Natale De Carolis, baritono italiano
- 25 luglio - Luca Cerchiari, musicologo e critico musicale italiano
- 25 luglio - Fabrizio Feo, giornalista italiano
- 25 luglio - Ferenc Hornyák, ex sollevatore ungherese
- 25 luglio - Claudio Morganti, attore, drammaturgo e regista teatrale italiano
- 25 luglio - Bogdan Musiol, bobbista tedesco
- 25 luglio - Paolo Patui, scrittore e drammaturgo italiano
- 25 luglio - Steve Podborski, ex sciatore alpino canadese
- 25 luglio - Domenico Zampolini, ex cestista e dirigente sportivo italiano
- 25 luglio - Branko Štrbac, ex pallamanista serbo
- 26 luglio - Jeff Blatnick, lottatore statunitense († 2012)
- 26 luglio - Benoît Gréan, poeta e traduttore francese
- 26 luglio - Hart Hanson, sceneggiatore e produttore televisivo statunitense
- 26 luglio - Maurizio Montesi, ex calciatore italiano
- 26 luglio - Eugen Ray, velocista tedesco orientale († 1986)
- 26 luglio - Giorgio Sangiorgi, autore di fantascienza e fumettista italiano
- 26 luglio - Santi Santamaria, cuoco spagnolo († 2011)
- 26 luglio - Nana Visitor, attrice statunitense
- 26 luglio - Nora Watkins, allenatrice di calcio e calciatrice neozelandese († 2023)
- 26 luglio - Yuen Biao, attore, regista e artista marziale hongkonghese
- 26 luglio - Nick de Firmian, scacchista statunitense
- 27 luglio - Aniello Aliberti, imprenditore italiano
- 27 luglio - Achim Bellmann, ex schermidore e pentatleta tedesco
- 27 luglio - Matt Osborne, wrestler statunitense († 2013)
- 27 luglio - Raffaele Carlino, imprenditore e dirigente sportivo italiano
- 27 luglio - Fulvio Colini, allenatore di calcio a 5 italiano
- 27 luglio - Bill Engvall, attore e comico statunitense
- 27 luglio - César Fantauzzi, ex cestista portoricano
- 27 luglio - Robert L. Freedman, sceneggiatore, librettista e paroliere statunitense
- 27 luglio - Jørn Hoel, cantante norvegese
- 27 luglio - Gérald Cyprien Lacroix, cardinale e arcivescovo cattolico canadese
- 27 luglio - Achille Mbembe, filosofo, africanista e storico camerunese
- 27 luglio - Hansi Müller, ex calciatore tedesco
- 27 luglio - Fulvio Ottaviano, regista, sceneggiatore e produttore cinematografico italiano
- 27 luglio - James Ray, cestista statunitense († 2023)
- 27 luglio - Peter Rocca, ex nuotatore statunitense
- 27 luglio - Erwin Romero, ex calciatore boliviano
- 27 luglio - Gunter Schmieder, ex combinatista nordico tedesco orientale
- 28 luglio - Stefano Gentili, politico italiano († 2023)
- 28 luglio - Francesco Massimiani, paroliere e musicista italiano († 1995)
- 28 luglio - Oscar Muller, calciatore argentino († 2005)
- 28 luglio - Luigi Vignando, telecronista sportivo italiano
- 28 luglio - Lello Voce, poeta e scrittore italiano
- 29 luglio - Diana DeGette, politica e avvocato statunitense
- 29 luglio - Pietro Fois, politico italiano
- 29 luglio - Viktor Gavrikov, scacchista svizzero († 2016)
- 29 luglio - Juan José Jiménez Collar, ex calciatore spagnolo
- 29 luglio - Nelli Kim, ex ginnasta sovietica
- 29 luglio - Fumio Kishida, politico giapponese
- 29 luglio - László Kuncz, pallanuotista ungherese († 2020)
- 29 luglio - Alessandra Marc, soprano statunitense
- 29 luglio - Ginni Rometty, imprenditrice statunitense
- 29 luglio - Ulrich Tukur, attore e musicista tedesco
- 29 luglio - Otto Ulseth, giornalista e allenatore di calcio norvegese
- 30 luglio - Antonio Adamo, regista italiano
- 30 luglio - Vladimir Androić, ex cestista e allenatore di pallacanestro jugoslavo
- 30 luglio - Bill Cartwright, ex cestista e allenatore di pallacanestro statunitense
- 30 luglio - Elena Čausova, ex cestista sovietica
- 30 luglio - Giuseppe Cucca, politico italiano
- 30 luglio - Ken'yū Horiuchi, doppiatore giapponese
- 30 luglio - Eddie Lee Ivery, ex giocatore di football americano statunitense
- 30 luglio - Andreas Krause, ex calciatore tedesco orientale
- 30 luglio - Bert Oosterbosch, ciclista su strada e pistard olandese († 1989)
- 30 luglio - Miguel Prince, ex calciatore colombiano
- 30 luglio - Nery Pumpido, ex calciatore e allenatore di calcio argentino
- 30 luglio - Philip Quast, attore teatrale e cantante australiano
- 30 luglio - José Riga, allenatore di calcio belga
- 30 luglio - Victor Slezak, attore statunitense
- 30 luglio - Berdien Stenberg, musicista e flautista olandese
- 30 luglio - Marco Tamberi, ex altista italiano
- 30 luglio - Rui Veloso, cantante e musicista portoghese
- 30 luglio - Howard Scott Warshaw, programmatore e autore di videogiochi statunitense
- 31 luglio - Nicola Adamo, politico italiano
- 31 luglio - Daniel Ash, chitarrista, cantante e cantautore britannico
- 31 luglio - John Austin, ex tennista statunitense
- 31 luglio - Dirk Blocker, attore statunitense
- 31 luglio - Kerry Lynch, ex combinatista nordico statunitense
- 31 luglio - Irina Nazarova, ex velocista sovietica
- 31 luglio - Pino Rinaldi, fumettista italiano († 2018)